# Crim del carrer Fuencarral
El crim del carrer Fuencarral (denominat de vegades com assassinat del carrer Fuencarral, o cas del carrer Fuencarral) és un assassinat esdevingut l'any 1888 en el pis segon esquerra del número 109 del carrer de Fuencarral de Madrid (curiosament, el carrer manca en l'actualitat d'un portal amb el número 109, ja que salta del portal 107 al 111, situant-se entre tots dos el portal número 1 de la Glorieta de Bilbao. En realitat, el llavors nombre 109 es correspon amb el 95 actual, el que fa cantonada amb el carrer Divino Pastor). El dia 2 de juliol de 1888 al matí, els veïns del carrer Fuencarral criden alarmats a la policia, i quan arriba la policia descobriren el cos de Luciana Borcino, vídua de Vázquez Varela de cap per amunt, coberta amb uns draps mullats en petroli i cremant en una habitació tancada. En una habitació adjacent es troba un gos bulldog i la serventa Higinia Balaguer Ostalé dormint sota l'efecte d'un narcòtic.
El desenllaç i indagació de la policia de l'època va portar en suspens a la societat espanyola de l'època dividida en dos bàndols. Aquest crim mediàtic va ser un dels primers dels quals es va fer ressò la premsa espanyola arribant fins als estaments més alts de la política.

## El crim i les perquisicions policials
El matí del dia dos de juliol els veïns del número 109 del carrer Fuencarral alerten a la policia per l'olor de petroli i carn cremada que se sent en el segon pis esquerra de l'immoble. En aquest petit pis, la policia derroca la porta i es troba amb el cos sense vida de Luciana Borcino, vídua de Vázquez-Varela (coneguda en el veïnat com a vídua de Varela) de cap per amunt en el seu llit i coberta en draps mullats en petroli que prèviament havien estat cremats a l'habitació tancada. La vídua de Varela, natural de Vigo i resident a la capital des de feia molts anys, era una senyora ben acomodada i coneguda en el Madrid de l'època per les seves obres de caritat. La vídua havia estat acoltellada tres vegades, una d'elles al cor causant-li la mort. De les primeres perquisicions practicades no resulten vestigis que hagi estat el robatori el mòbil del crim. L'assassinat s'havia comès el primer de juliol.
La policia se'n porta a les seves dependències a Higinia Balaguer Ostalé, la nova sirvienta, que va aparèixer sense sentit a una altra habitació de la casa. A la primera declaració ella acusa al fill de la víctima: José Vázquez-Varela, conegut amb l'àlies 'El Pollo Varela'. José Vázquez Varela és un personatge sospitós, de vida desordenada i bohèmia, però durant la nit anterior al crim estava ingressat en la Presó Model pel furt d'una capa. Malgrat això la criada manté la seva versió i segons ella, el Pollo Varela la va amenaçar i ella, coaccionada per la seva violència i suborn (Varela li va oferir diners), va haver d'anar a comprar el petroli, netejar la sang de l'assassinat, cremar el cos i tancar després de si la porta del gabinet. Després del crim, a causa de la tensió psicològica viscuda, es va desmaiar. Les declaracions tan il·lògiques i canviants de Higinia aviat atreuen les sospites de la policia sobre ella i sobre el seu entorn. Durant les declaracions apareix un altre nom implicat, Dolores Àvila (coneguda com a Lola la Billetera) amb la qual manté Higinia una estreta amistat. Aquesta posició converteix Dolores en presumpta col·laboradora.

## Impacte en la societat madrilenya/espanyola
La preocupació intensa d'informar a la societat espanyola correspon des dels primers instants a El Liberal de Madrid i a altres diaris. L'assassinat posseeix ingredients que desperten aviat la morbositat dels madrilenys, ja que hi ha ingredients per a això: una víctima presumptament rica i una mica descortès, un fill amb comptes pendents amb la justícia, i una criada que porta sis mesos tan sols servint a la casa de la propietària. La societat de Madrid parla d'aquest incident en els cafès de tertúlia i es produeixen dos bàndols oposats. D'una banda els higinistes partidaris de la criada i contraris a Varela considerant-lo com a presumpte culpable, i els varelistes partidaris de Varela i contraris a Higinia Balaguer Ostalé com a presumpta culpable.
Pels tertulians dels cafès la criada Higinia representava el desemparament del proletariat i José Vázquez Varela era la imatge del "senyoret perdulari" i viciós, "característic de les classes burgeses". El llarg procés -que començà el 26 de març de 1889, per acabar el 25 de maig del mateix any- va acalorar les opinions públiques madrilenyes i per extensió espanyoles. Els vincles entre càrrecs de la Presó Model de Madrid amb Higinia i Varela emboliquen el cas.

## El judici
El 26 de març de 1889 comença el judici amb la primera sessió del judici oral i públic en el Palau de Justícia de Madrid, als vuit mesos i vint-i-cinc dies des que fou comès. L'advocat de la defensa era l'expresident Nicolás Salmerón. L'expectació per saber i veure als encausats va fer que ja des de les nou de la nit del dia anterior es formessin cues de persones per accedir a l'interior del Palau. Les forces de seguretat van procurar mantenir l'ordre entre la multitud que s'amuntegava a les portes amb l'objecte de veure el cotxe cel·lular de la presó. El Tribunal es va constituir a la sala de la secció segona del Palau. A la una de la tarda va començar la sessió primera que a la veu de l'uixer de servei: "Vista de la causa seguida per homicidi, robatori i incendi a Higinia Balaguer i altres!".
Durant les següents rondes es pot comprovar que Higinia Balaguer pretenia robar a la seva propietària, ja des del primer instant de la seva contractació sis mesos abans. Finalment en les primeres rondes Higinia confessa haver matat a la seva mestressa amb un ganivet. Narra com el dia de l'assassinat ella havia trencat sense voler un gerro i que la senyora amb el seu humor insuportable s'havia enfadat molt amb ella, i Higinia ofuscada pel nerviosisme l'havia matat. En la quarta sessió el jurat estableix una connexió entre Higinia Balaguer i José Millán Astray (director de la Presó Model en la qual José Varela es trobava reclòs) a causa de la relació que va tenir prèviament amb Evaristo Abad Mayoral (àlies "El cojo Mayoral"), que va tenir una cantina enfront de la Model. José Millán Astray és pare del que seria fundador de la Legió Espanyola. Segons s'infereix, el "pollo Varela" entra i surt de la presó quan vol i això compromet a José Millán. Aquest descobriment embolica el cas. A les declaracions posteriors s'estableix algun grau d'amistat entre Higinia i Varela. Es demostra que el gos va ser enverinat amb una substància anestèsica. Les perquisicions defineixen que Higinia podria haver tingut l'ajuda d'una o dues persones per perpetrar l'assassinat.

## Sentència de Tribunal
El 25 de maig el tribunal declara la seva sentència: "Que hem de condemnar i condemnem a la processada Higinia de Balaguer Ostalé, per delicte complex de robatori i homicidi, a la pena de mort (...)". La sentència condemna a la seva amiga Dolores Àvila com a còmplice de la pena de divuit anys de presó, i absol als processats José Vázquez-Varela Borcino i José Millán Astray, així com a María Àvila Palacios.
Higinia és executada en el garrot vil el dissabte 19 de juny de 1890 a l'edat de 28 anys. Prop de vint mil persones assisteixen a l'acte. Als moments previs a la seva mort, Higinia va cridar "Dolores, catorze mil duros!", frase la interpretació de la qual mai ha estat satisfactòria. Hi ha qui sosté que la sentència va ser, en realitat, fruit més de cert rancor social burgès contra una sirventa que d'una veritable voluntat d'esclarir els fets, i que Varela es va lliurar de respondre per les seves accions.
Anys més tard, el Pollo Varela es va veure embolicat en una altra mort d'estranyes circumstàncies; aquesta vegada, a causa d'una prostituta que va caure des d'un pis alt de la carrer Montera. Per aquest acte sí que va ser culpat i condemnat per un tribunal: va passar 14 anys en el penal de Ceuta.
Segons compta Antonio Lara en El crimen de la calle Fuencarral, Varela va aconseguir refer la seva vida i amb alguns diners prestats va muntar un taller-estudi de fotografia que va tenir cert èxit. Per les connotacions del seu cognom, signava els seus treballs com Vázquez. Les tècniques les va aprendre en la seva estada carcerària.

## La versió de Galdós
A partir dels volums VI i VII de les Obras inéditas de Benito Pérez Galdós, publicats el 1923 per l'argentí Alberto Ghiraldo, Rafael Reig prologà l'edició en 2003 d'El crimen de la calle Fuencarral; a partir de la col·lecció de cròniques enviades per l'escriptor canari al diari argentí La Prensa, segons Reig, comparables a l'estil de Dashiell Hammett i donen notícia d'un Galdós pioner en el gènere policíac a penes freqüentat fins aleshores en la literatura espanyola.

## Pel·lícules
- En l'any 1946 Edgar Neville rodà El crimen de la calle Bordadores basant el guió en el crim del carrer Fuencarral.
- El 1985 es va fer una adaptació per a televisió dirigida per Angelino Fons titulada:  El crimen de la calle Fuencarral, produïda per Pere Costa i Musté i amb guió de Carlos Pérez Merinero, posada en antena dins de la sèrie denominada: La huella del crimen. El paper d'Higinia fou interpretat per Carmen Maura.